# Леслі Джордан
Леслі Аллен Джордан (народився 29 квітня 1955, Чаттануга, помер 24 жовтня 2022, Лос-Анджелес) — американський актор, лауреат премії «Еммі» за роль у серіалі «Вілл і Грейс» (2006). Він знімався в кіно та телевізійних фільмах, але найбільше асоціюється з роботою над телесеріалами. Також грав у театрі.
Мав зріст 150 см. Він був геєм.
Загинув в автокатастрофі 24 жовтня 2022 року, коли йому було 67 років.

## Фільмографія
- 1989: Люди по сусідству в ролі Трумена Фіппса
- 1991: Вершина купи в ролі Еммета Лефевра
- 1993: П'ятниця, 13-е IX: Джейсон іде в пекло (Jason Goes to Hell: The Final Friday) в ролі Шелбі
- 1993—1995: Джон, Джорджі та всі інші (Hearts Fire) в ролі Лонні Гарра
- 2001—2017: Вілл і Грейс у ролі Беверлі Леслі
- 2009: Їжа поза домом 3: Бери те, що хочеш (Eating Out: All You Can Eat) в ролі Гаррі
- 2011: Прислуга (The Help) у ролі містера Блеклі
- 2013: Американська історія жаху: Шабаш (American Horror Story: Coven) у ролі Квентіна Флемінга
- 2016: Американська історія жаху: Роенок у ролі Ешлі Гілберта